# The Sting - Live at the Key Club, L.A.
The Sting - Live at the Key Club, L.A. , pubblicato nel 2001, è il quinto video della band heavy metal W.A.S.P.. Esso fu pubblicato in DVD.

## Tracce
1. Helldorado 03:32
2. Inside the electric circus 01:45
3. Chainsaw Charlie (Murders in the New Morgue) 05:48
4. Wild child 06:53
5. L.O.V.E. machine 06:14
6. Animal (Fuck like a beast) 05:16
7. Sleeping (In the fire) 06:24
8. Damnation angels 06:00
9. Dirty balls 05:04
10. The real me 04:03
11. I wanna be somebody 08:24
12. Blind in Texas 06:48